# Сурско-Михайловский сельский совет
Сурско-Михайловский сельский совет (укр. Сурсько-Михайлівська сільська рада) — входит в состав
Солонянского района
Днепропетровской области
Украины.
Административный центр сельского совета находится в
с. Сурско-Михайловка.

## Населённые пункты совета
- с. Сурско-Михайловка
- с. Богдановка
- с. Новотарасовка